# Hasteola suaveolens
Hasteola suaveolens là một loài thực vật có hoa trong họ Cúc. Loài này được (L.) Pojark. mô tả khoa học đầu tiên năm 1960.